# Bill Wold
William Wold, detto Bill (in ebraico בילי וואלד‎?; 2 luglio 1938), è un ex cestista statunitense naturalizzato israeliano.

## Carriera
Con Israele ha partecipato ai Campionati europei del 1967.